# Arūnas Valinskas (Politiker, 1966)

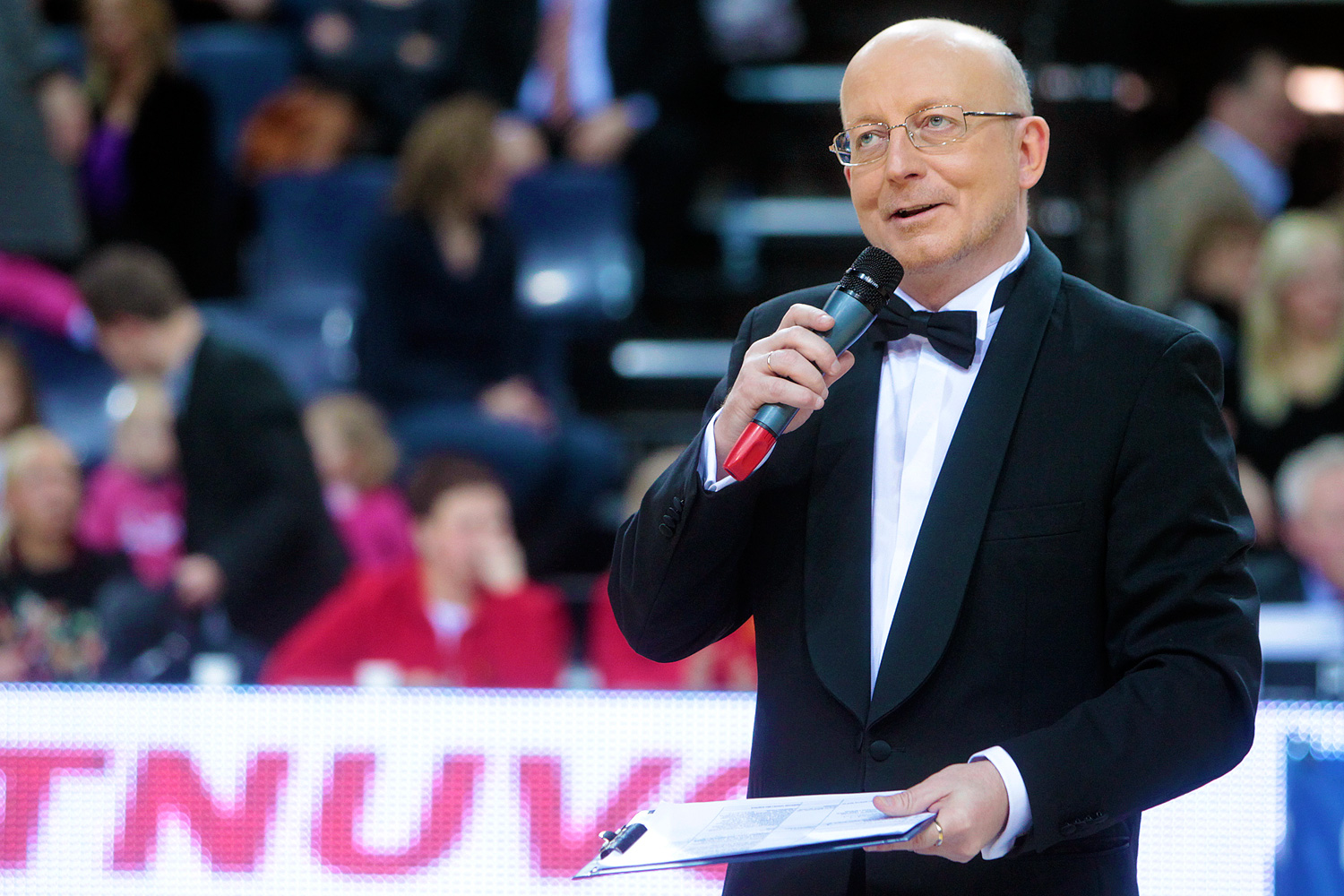
Arūnas Valinskas (2011)

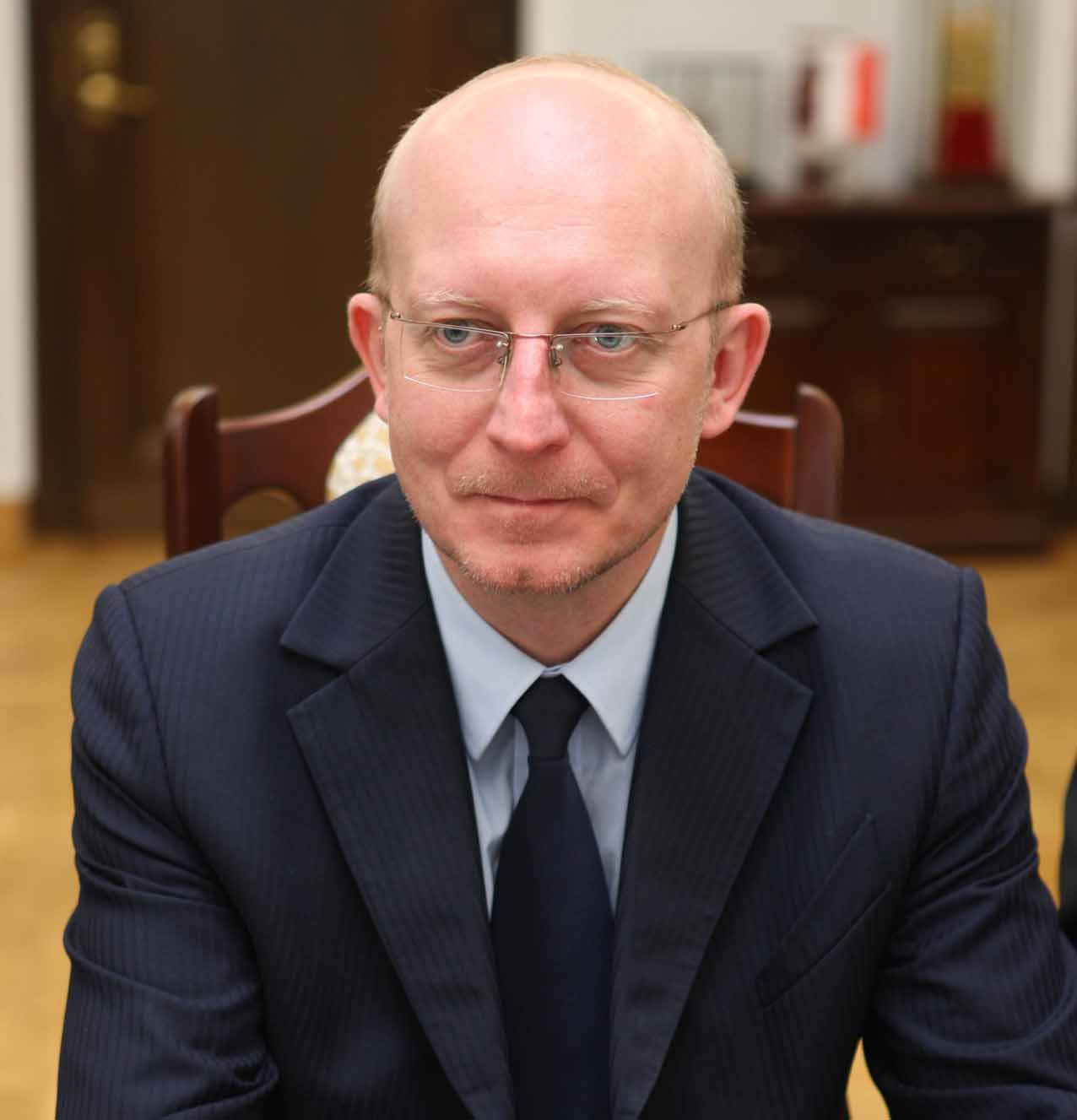
Arūnas Valinskas (2009)

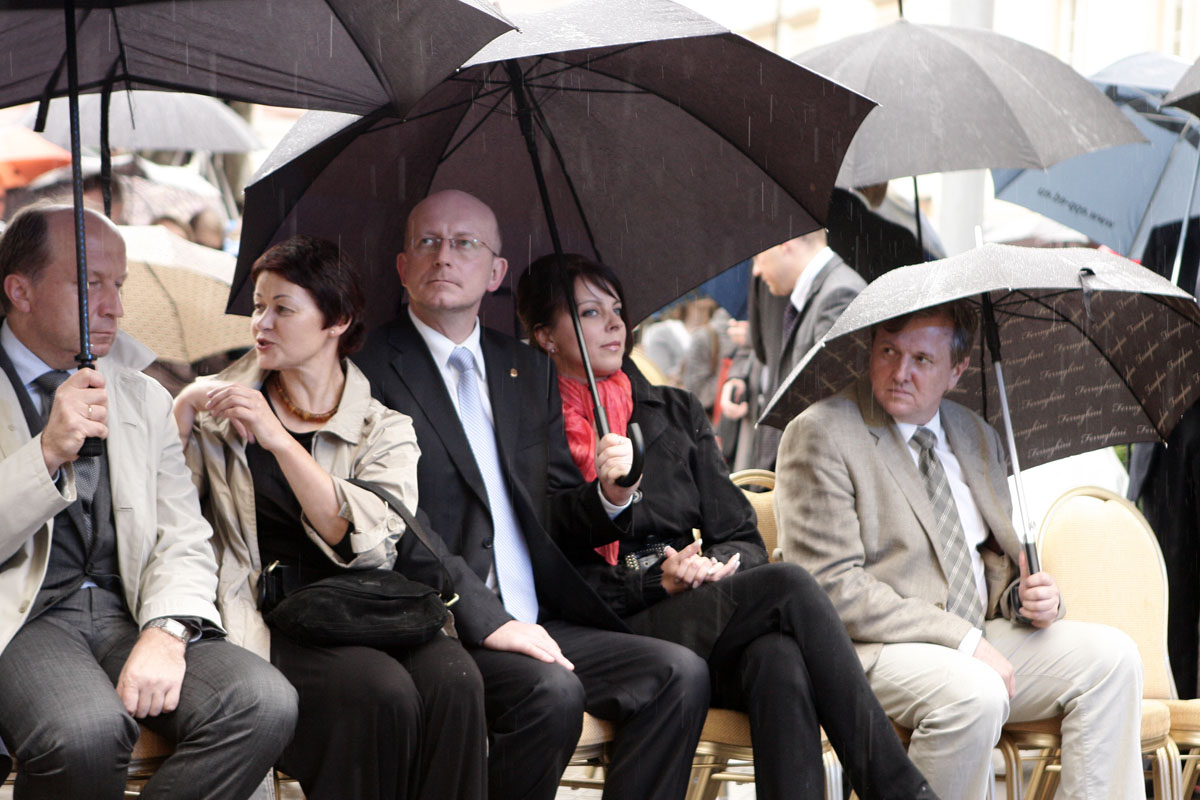
Ministerpräsident Andrius Kubilius mit seiner Frau Rasa Kubilienė und dem Seimas-Präsidenten Arūnas Valinskas und dessen Frau Inga Valinskienė (Vilnius, Juli 2009)

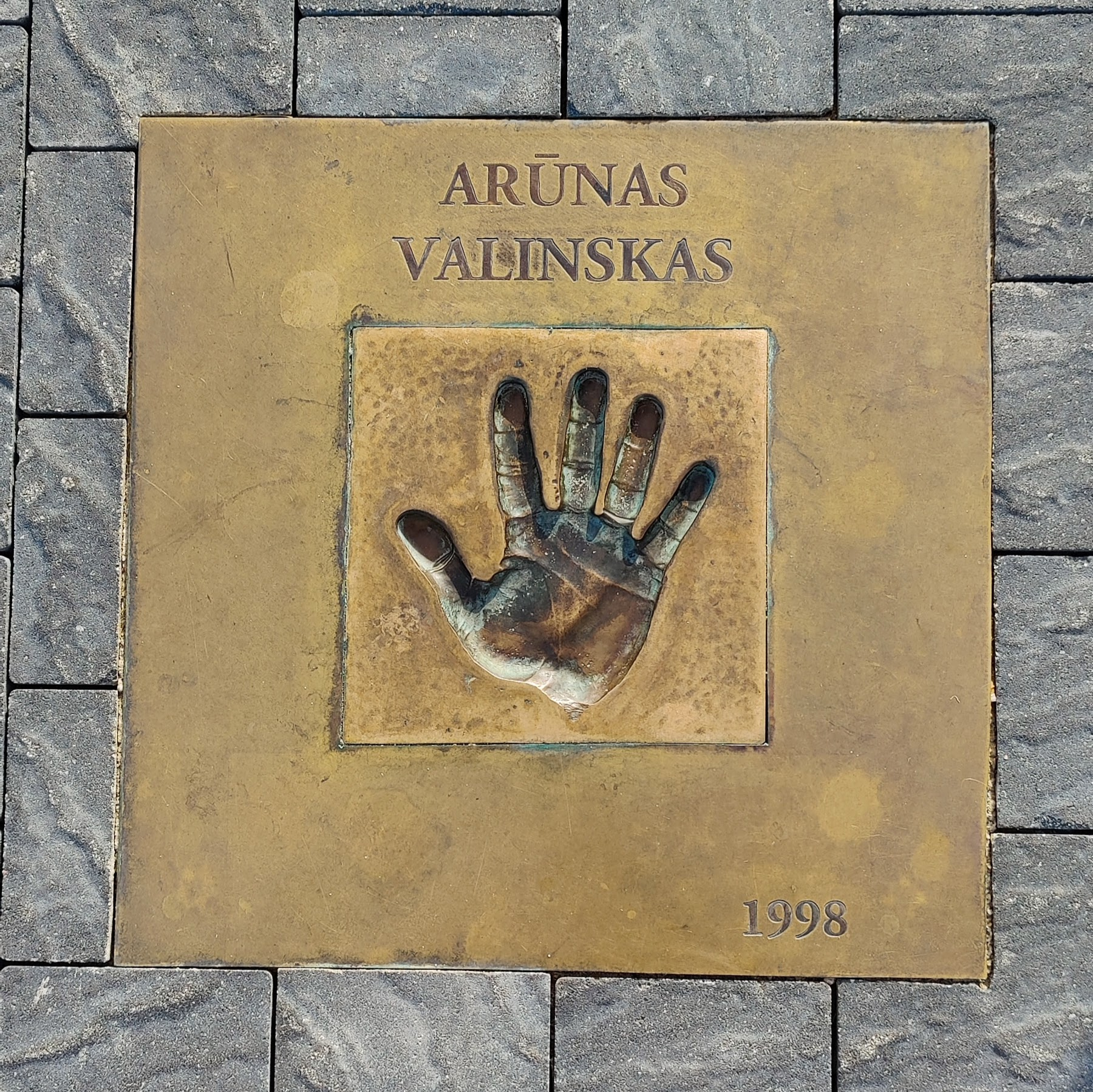
Handabdruck von Arūnas Valinskas auf dem Šlovės takas in Nida

Arūnas Valinskas (* 28. November 1966 in Lazdijai) ist ein litauischer Fernsehproduzent und Moderator, Show- und Talkmaster, ehemaliger Politiker, Mitglied und Vorsitzende des litauischen Parlaments Seimas, Gründer und Vorsitzender der Partei Tautos prisikėlimo partija.

## Leben
Nach dem Abitur 1984 an der 12. Mittelschule Vilnius studierte Arūnas Valinskas die Rechtswissenschaften an der Rechtsfakultät der Universität Vilnius (VU). Er wurde zweimal exmatrikuliert wegen Konzerttätigkeiten, die zum Studienabbruch führten. Valinskas war Redakteur der Zeitung „Justitia“. Während des Studiums begann Valinskas eine Karriere als Kabarettist. Er arbeitete beim litauischen Fernsehsender LNK als Moderator und Produzent. Erst 2002 erwarb er den Grad des Magisters des Rechts in der Fachrichtung Strafrecht unter der Betreuung seines ehemaligen Kommilitonen Gintaras Švedas an der VU. Seit ist er Moderator der Sendung „Auksinis protas“ bei Lietuvos televizija (LRT).

## Politik
Bei den Parlamentswahlen im Oktober 2008 wurde seine neu gegründete Auferstehungspartei mit 15,3 Prozent überraschend zweitstärkste Partei. Sie beteiligte sich daraufhin an einer bürgerlich-konservativen Regierungskoalition unter Führung der Vaterlandsunion. Gemäß dem Koalitionsabkommen wurde Arūnas Valinskas bei der ersten Sitzung des neuen Parlaments am 17. November zum neuen Parlamentsvorsitzenden des Seimas gewählt und am 15. September 2009 abgewählt.

## Familie
Arūnas Valinskas ist seit 1988 mit Ingrida Valinskienė (* 1966) verheiratet. Sie ist Sängerin, Fernsehmoderatorin und wurde ebenfalls ins Parlament gewählt. Sie haben die Söhne Arūnas und Šarūnas. Der Sohn Arūnas (* 1989) ist Seimas-Mitglied seit 2020.

## Werke
- MC Geriausios Dainos Draugams, 2005.